# Rudolf Zurmühl
Rudolf Zurmühl (Soest, 14 de setembro de 1904 — Berlim, 27 de outubro de 1966) foi um matemático alemão.
Filho de um comerciante, após obter o Abitur em 1924 estudou engenharia mecânica em Hanover e a partir de 1929 em Darmstadt (interrompido por vários meses de experiência de trabalho, entre outros na MAN), onde obteve o diploma em 1932. Em seguida trabalhou como professor particular enquanto escrevia sua tese de doutorado. Em 1939 obteve um doutorado no departamento de matemática da Universidade Técnica de Darmstadt, orientado por Alwin Walther, com uma tese sobre métodos numéricos para resolver equações diferenciais (Zur numerischen Integration gewöhnlicher Differentialgleichungen zweiter und höherer Ordnung, publicado no ZAMM, Volume 20, 1940, p. 104). Depois disso, ele era um associado de pesquisa no Instituto de Matemática Aplicada, em 1943, com a missão de ensino.
Após a habilitação em 1962 foi a partir de 1963 professor ordinário na Universidade Técnica de Berlim.
Seus livros, escritos principalmente para não especialistas em matemática, são obras de referência ainda na atualidade.

## Obras
- Matrizen und ihre technische Anwendung. Springer Verlag, 1950 (6ª Edição 1992 por S. Falk)
- Praktische Mathematik für Ingenieure und Physiker. Springer Verlag, 1953 (5ª Edição 1965 e Reimpressão 1984, ISBN 3-540-03435-8)